# Jean-Claude Janet
Jean-Claude Janet (Jean-Claude Isaac, de son nom de naissance) est un peintre figuratif français né le 27 mai 1918 à Paris 17e et mort le 28 août 2008 à Paris 10e.

## Biographie
Jean-Claude Janet, fils de Jules Isaac et de Laure Ettinghausen, peintre (élève de Carrière) fréquente, après ses études secondaires, l'École des Beaux-Arts de Paris et l'académie d'André Lhote.
Il est transféré en octobre 1943 à Drancy puis déporté ainsi que sa sœur Juliette de Drancy à Auschwitz par le Convoi No. 61, en date du 28 octobre 1943. Transféré à Dora il s'évade lors de son transfert.
Il séjourne à Oppède avec le sculpteur Étienne Martin. Il est officier de la Légion d'honneur à titre militaire et croix de guerre 1939-1945 avec palme.
Jean-Claude Janet a présenté des expositions particulières à partir de 1951 en Belgique, en Italie et au Japon. Ses œuvres sont présentes dans de nombreuses collections en France mais aussi en Allemagne, en Belgique, au Brésil, en Grande-Bretagne, en Espagne, aux États-Unis, en Italie, au Japon et en Suède.
Sa femme, le sculpteur Janine Janet qu'il épouse en 1949 a créé à partir des années 1940 des décors éphémères pour les vitrines des grandes maisons de couture, notamment Balenciaga, Dior, Hubert de Givenchy, Pierre Balmain, Ricci et Hermès et participé à la conception des décors et costumes du Testament d'Orphée de Jean Cocteau, tourné en 1959.
En 1996 cinquante peintures de Jean-Claude Janet ont été exposées à Paris avec des sculptures de Janine Janet, d'Étienne Martin et de François Stahly.

## L'œuvre
Jean-Claude Janet a réalisé des centaines de portraits, notamment de Christian Bérard, Louise de Vilmorin, Jacques Fath, Balenciaga, Charles de Noailles, Anne de Lacretelle, Henri Alekan, Jérôme Monod, Gilberte et Jean Lescure, Étienne Martin, le duc de Castries, André Comte-Sponville. Il a également peint des nus et des natures mortes.

## Musées et lieux publics
- Cour de cassation, Portrait de Charles Bornet (1897-1970), Premier président de 1963 à 1967, 1967.